# 马力欧派对
《瑪利歐派對》（中国大陆又译作）是一款由Hudson Soft公司制作、任天堂发行的聚会类电子游戏。本游戏最初于1998年12月18日在日本地区任天堂64发行。
本游戏由56个迷你游戏组成。马力欧聚会由传统的圖版遊戲组成，玩家们需要掷骰子来前行。
《瑪利歐派對》在发行之初收到正面评价。